# Der Tod und das Mädchen (Gedicht)
Der Tod und das Mädchen ist der Titel eines kurzen Gedichts von Matthias Claudius (1740–1815), das 1774 im Göttinger Musenalmanach erschienen ist.

## Hintergrund

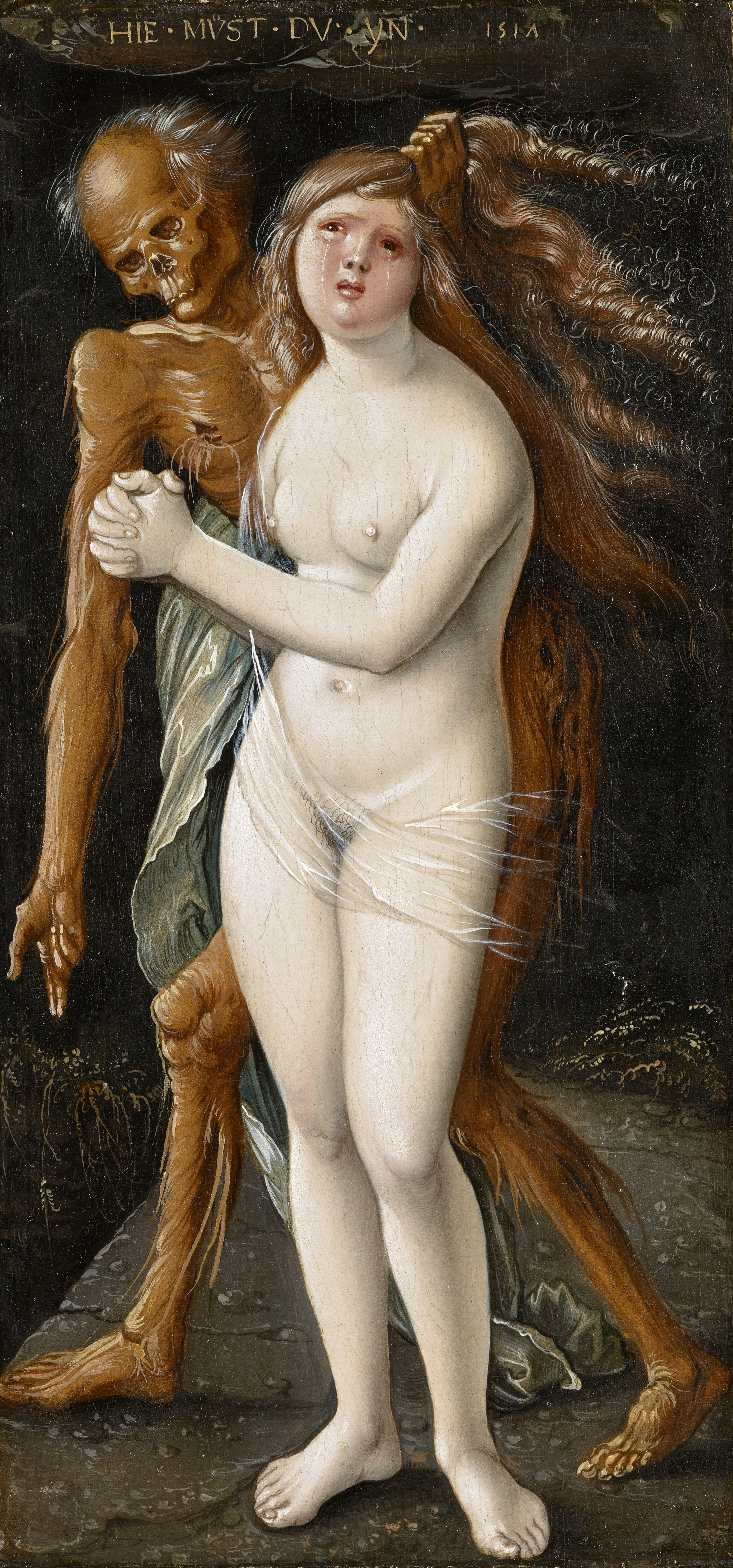
Das von Claudius verwendete Sujet Der Tod und das Mädchen wird in Europa spätestens seit dem 16. Jahrhundert in verschiedenen Kunstgattungen verwendet, so in Hans Baldungs Gemälde aus dem Jahr 1517.

Das Gedicht bedient literarisch das Sujet vom Tod und Mädchen, das in der bildenden Kunst bereits seit ca. 1500 existiert, ist also Gedanken-/Reflexionslyrik im Kontext eines allgemeinen Bildungskonsens (der gebildeten Schicht) und nicht subjektiver Ausdruck eigenen Erlebens oder stimmungsvolle Momentaufnahme.
Die Haltung zum Tod – typisch für das 18. Jahrhundert – ist optimistisch und „ein viel näheres, aus Grauen und religiöser Innigkeit gemischtes“, weniger tabubehaftetes Verhältnis als heute üblich.

## Inhalt
In der direkten Konfrontation mit dem Tod fürchtet sich das Mädchen. Der Tod aber stellt sich als Freund vor und versucht dem Mädchen die Angst zu nehmen.
Das Mädchen:
Vorüber! Ach vorüber!

Geh wilder Knochenmann!

Ich bin noch jung, geh Lieber!

Und rühre mich nicht an.
Der Tod:
Gib deine Hand, du schön und zart Gebild!

Bin Freund, und komme nicht, zu strafen:

Sei gutes Muts! Ich bin nicht wild,

Sollst sanft in meinen Armen schlafen.

## Gestaltung
In sehr feinsinniger Weise schafft Claudius gleichermaßen Gegensätze (Antithetik) und Verbindungen (Kongruenzen) zwischen den beiden Figuren. Das Versmaß ist durchweg jambisch, in der Mädchen-Strophe aber nur dreihebig, was mit den kurzen Ausrufen, unvollständigen Sätzen und Imperativen korrespondiert, die Angst ausdrücken. In der 2. Strophe ist der Jambus zunächst fünfhebig, was sofort das Tempo aus dem Dialog herausnimmt. Die Vierhebigkeit in den letzten drei Versen lässt diese mehr ausschwingen als in der 1. Strophe und unterstützt die beruhigende Wirkung. Der Tod hat ebenso viele Imperative, aber sie wirken im Kontext des langen Satzbaus und der Signalwörter (Freund, sanft) wie Trost. Gemeinsam ist den Versen beider Strophen der Wechsel von männlichen und weiblichen Endungen (Kadenzen), verschieden aber die Reihenfolge: der erste Vers des Mädchens endet weiblich, der des Todes männlich. Beide verwenden nur Reimwörter auf i (ü) und a in der gleichen Abfolge, aber die Vokallänge ist entsprechend der Kadenzen wieder gegensätzlich (beim Mädchen langes i (ü) und kurzes a, beim Tod umgekehrt). Die Strophen sind kreuzweise (a – b – a – b) gereimt, die einzelnen Reime – mit Ausnahme des 1. und 3. Verses (vorüber – Lieber) – sind rein. Damit ist die komplexe Detailgestaltung Ausdruck des Gehalts, nämlich des engen Bezuges der beiden Figuren und der Positivbewertung des Todes, auf den sich das Mädchen einlassen kann.

## Interpretation
Das als Dialog gestaltete Gedicht stellt das Mädchen antithetisch dem Tod gegenüber, also die junge Frau dem alten (Knochen-)Mann. Ihrer Angst und Abwehr begegnet der Tod mit Beschwichtigung, Ruhe und Sanftheit. Er erfährt damit eine (Um-)Wertung ins Positive, wohingegen das Mädchen die allgemein verbreitete Angst vor dem Tod formuliert. Da das Mädchen nicht mehr antwortet, bleibt die Botschaft des Gedichts, dass der Tod nichts Schreckliches an sich hat, bestehen und das Mädchen könnte sich dem Tod hingeben. In dem Gedicht tut es das beweisbar nicht (es fehlt seine Antwort), in der Vertonung zum Kunstlied von Franz Schubert aber aufgrund der musikalischen Anlage sehr wohl. Hier führt Schubert weiter, was im Gedicht nur angedeutet ist, indem er das in d-Moll komponierte Kunstlied in optimistischem D-Dur enden lässt.
Matthias Claudius wird der Empfindsamkeit zugerechnet, die sich wiederum auf der Grundlage der Aufklärung herausbildet. Beides spiegelt sich in dem Gedicht: Die positiv-optimistische Haltung zum Tod verweist auf die Aufklärung, die innig-familiäre Wortwahl des Todes auf die Empfindsamkeit.

## Vertonungen
- 1817: von Franz Schubert als Kunstlied Der Tod und das Mädchen, Opus 7 Nr. 3
- 1980: von Gilius van Bergeijk On Death and Time
- 1995: von Wilhelm Keller Carmina Humana (16)
- 2007: von Bacio di Tosca mit einer modernen Interpretation von Schuberts Kunstlied